# サステナブる
『サステナブる』は、TBSで2020年4月7日から9月29日まで放送されたミニ番組。全26回。セールスフォース・ドットコム（現・セールスフォース）の一社提供。放送時間は毎週火曜日22:57 - 23:00（JST）だが、『火曜ドラマ』の拡大版によってずれる事がある。

## 概要
SDGsを考え、サステナブルな世界へと扉を開く番組。

## 放送内容
| 回数 | 放送日  | テーマ                                     | 備考        |
| ---- | ------- | ------------------------------------------ | ----------- |
| 1    | 4月07日 | ストローがおいしい??                       | -           |
| 2    | 4月14日 | 新しいお肉って??                           | -           |
| 3    | 4月21日 | 地球の日っていつ??                         | -           |
| 4    | 4月28日 | 消費期限が倍になる??                       | -           |
| 5    | 5月05日 | セミナーのお題「首相になるために」??       | -           |
| 6    | 5月12日 | ケニアのバラ…バラで食べてます              | -           |
| 7    | 5月19日 | 街づくり…次の授業は「ヨット」です          | -           |
| 8    | 5月26日 | ウェディング…ウェディングドレスが土に変身? | -           |
| 9    | 6月02日 | “休眠”美容師って?                          | -           |
| 10   | 6月09日 | 教育…楽しい放課後って?                     | -           |
| 11   | 6月16日 | レインボーフラッグ…虹色の意味って?         | -           |
| 12   | 6月23日 | 旬の食材…「旬」ってエコです                | -           |
| 13   | 6月30日 | 代替エネルギー…天ぷら油でバスが走る??      | -           |
| 14   | 7月07日 | 7月からお金かかります                      | 23:12に放送 |
| 15   | 7月14日 | 新しい日焼け止めって?                      | -           |
| 16   | 7月21日 | 水素ホテルって?                            | -           |
| 17   | 7月28日 | カイロの意外なセカンドライフ               | -           |
| 18   | 8月04日 | お好み焼きも平和の架け橋                   | -           |
| 19   | 8月11日 | 注文は手話で                               | -           |
| 20   | 8月18日 | 今日の漁は「山」で?                        | -           |
| 21   | 8月25日 | ママの職場でお昼寝??                       | -           |
| 22   | 9月01日 | “包まない”優しさって?                      | 23:12に放送 |
| 23   | 9月08日 | サトウキビの靴?                            | -           |
| 24   | 9月15日 | ヤマネコを守れ!                            | 23:12に放送 |
| 25   | 9月22日 | 田んぼで電気を作る?                        | -           |
| 26   | 9月29日 | パンからビール?                            | -           |

## スタッフ
- プロデューサー：青柳朋子、鈴木貴晴
- ディレクター：宮口景子、青木優歩
- 製作：TBS、TBS SPARKLE